# شاهین سیاه
شاهین سیاه (نام علمی: Falco subniger) نام یک گونه از سرده شاهین است.